# Миливој Поповић Мавид
Миливој Поповић Мавид (Шабац, 12. септембар 1909 — Београд, 5. јул 1994) био је српски позоришни и филмски глумац.

## Биографија
Рођен је 12. септембра 1909. године у Шапцу.
Најпре је студирао на Правном факултету у Београду, а онда је почео да се бави глумом. За време окупације био је популаран глумац на гласу као „аморозо” — велики љубавник.
Након Другог светског рата био је глумац и професор дикције. Играо је у неколико запажених филмских остварења — Општинско дете, Ешалон доктора М., Лето је криво за све и Доручак са ђаволом.
Поред домаћих филмова, доста је радио и у копродукцијама, где је користио псеудоним „Орландо де Кордоба”.
Написао је књиге — Лепота казане речи и Уметност вођења љубави.
Умро је 5. јула 1994. године у Београду.
Био је први супруг Мире Ступице, са којом је имао ћерку Мину. После тога је био ожењен Драганом Влаховић, са којом је имао још једну ћерку.

## Филмографија
| Год.     | Назив                         | Улога                          |
| -------- | ----------------------------- | ------------------------------ |
| 1950.-те |                               |                                |
| 1953.    | Општинско дете                |                                |
| 1955.    | Ешалон доктора М.             | Ћерим                          |
| 1955.    | Песма са Кумбаре              | Амбаше                         |
| 1955.    | Шолаја                        | Четнички официр Тимотије       |
| 1955.    | Ханка                         | Капетан                        |
| 1956.    | Последњи колосек              | Владимиров пријатељ            |
| 1957.    | Мали човек                    |                                |
| 1957.    | Крвава кошуља                 |                                |
| 1958.    |                               |                                |
| 1959.    | Пукотина раја                 |                                |
| 1960.-те |                               |                                |
| 1960.    | Капетан Леши                  | Поручник Имер                  |
| 1960.    | Љубав и мода                  | Пилот Мирко                    |
| 1961.    | Не убиј                       | Адвокат                        |
| 1961.    | Лето је криво за све          | Снагатор                       |
| 1969.    | Шпијунка без имена            | Капелан (као Мавид Поповић)    |
| 1970.-те |                               |                                |
| 1971.    | Доручак са ђаволом            |                                |
| 1972.    | Грађани села Луга (тв серија) |                                |
| 1972.    | Први сплитски одред           | Тужитељ                        |
| 1973.    | Жута                          | Председник комисије за артисте |
| 1975.    | Отписани (тв серија)          |                                |
| 1975.    | Павле Павловић                | Директор Делић                 |
| 1978.    | Повратак отписаних            | Министар Ракић                 |
| 1980.-те |                               |                                |
| 1980.    | Врућ ветар                    | Судија                         |
| 1982.    | Коже                          |                                |
| 1982.    | Сабињанке (тв филм)           |                                |